# Mameigwess Lake, södra Kenora District
Mameigwess Lake är en sjö i Kanada.   Den ligger i Kenora District och provinsen Ontario, i den sydöstra delen av landet, 1 300 km väster om huvudstaden Ottawa. Mameigwess Lake ligger 406 meter över havet. Arean är 53 kvadratkilometer. Den sträcker sig 13,1 kilometer i nord-sydlig riktning, och 10,3 kilometer i öst-västlig riktning.
I omgivningarna runt Mameigwess Lake växer i huvudsak blandskog. Trakten runt Mameigwess Lake är nära nog obefolkad, med mindre än två invånare per kvadratkilometer.